# Street Food Rosario

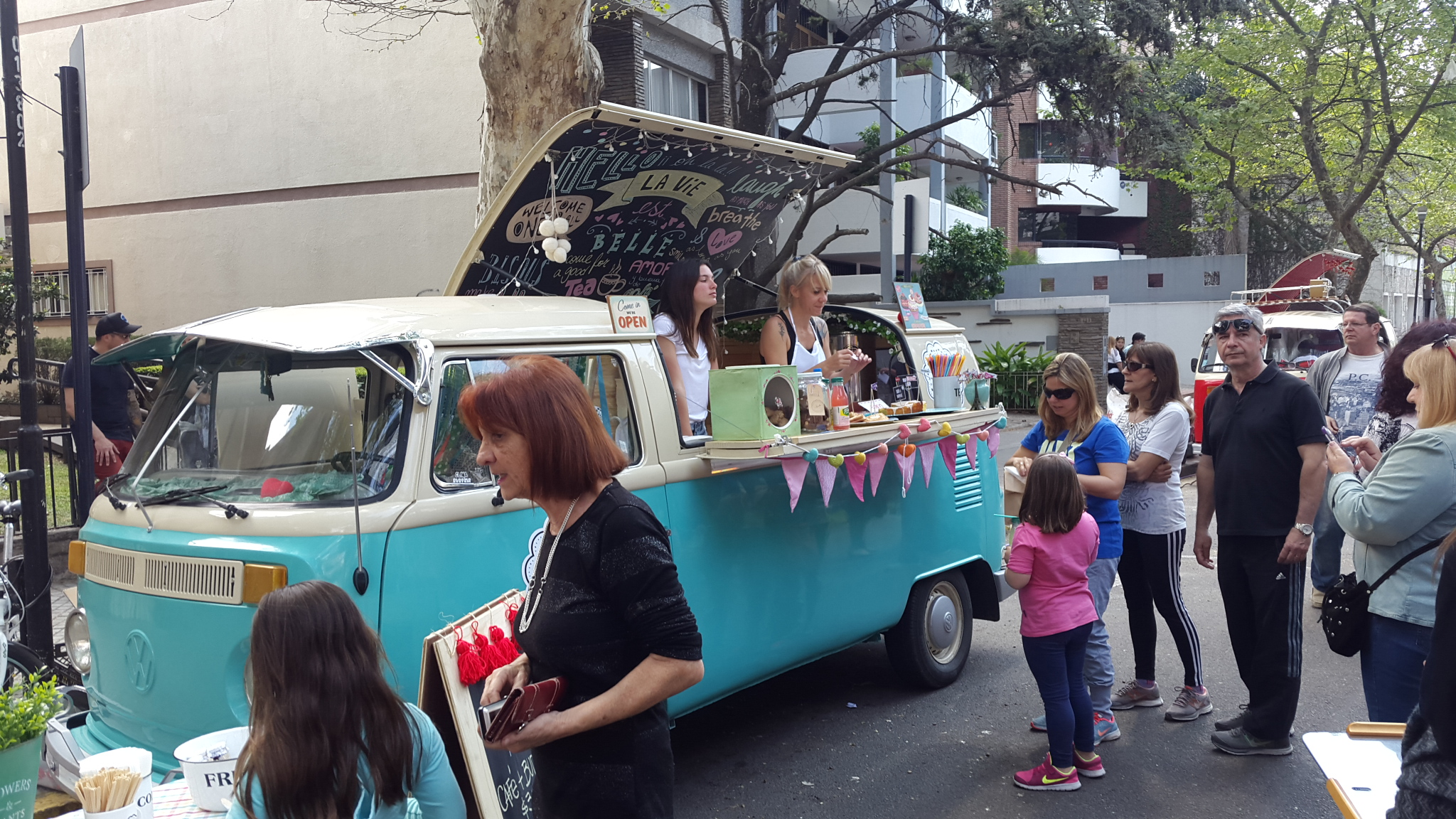
Food truck en Street Food Rosario, septiembre de 2015

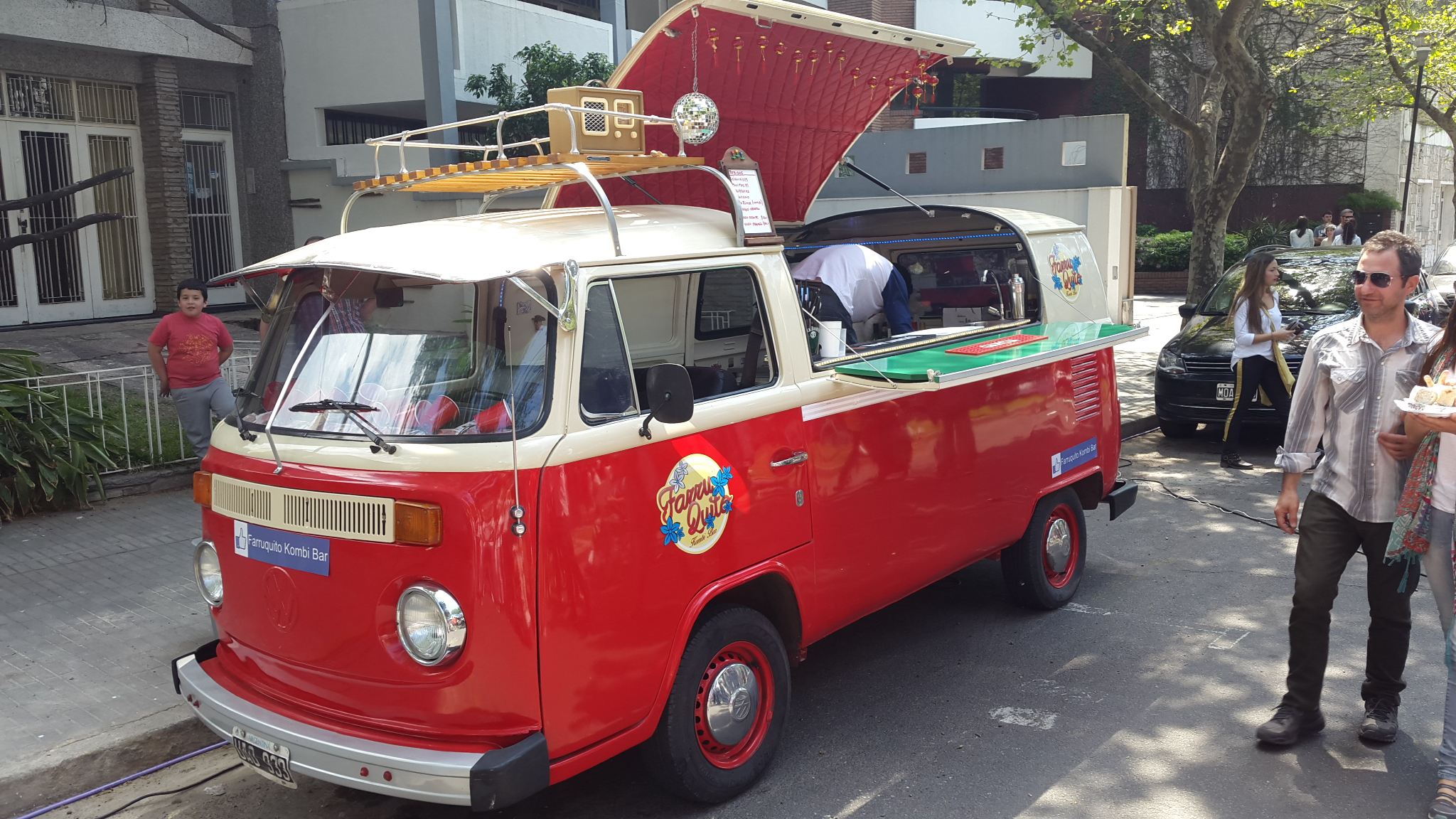
Food truck en Street Food Rosario, septiembre de 2015

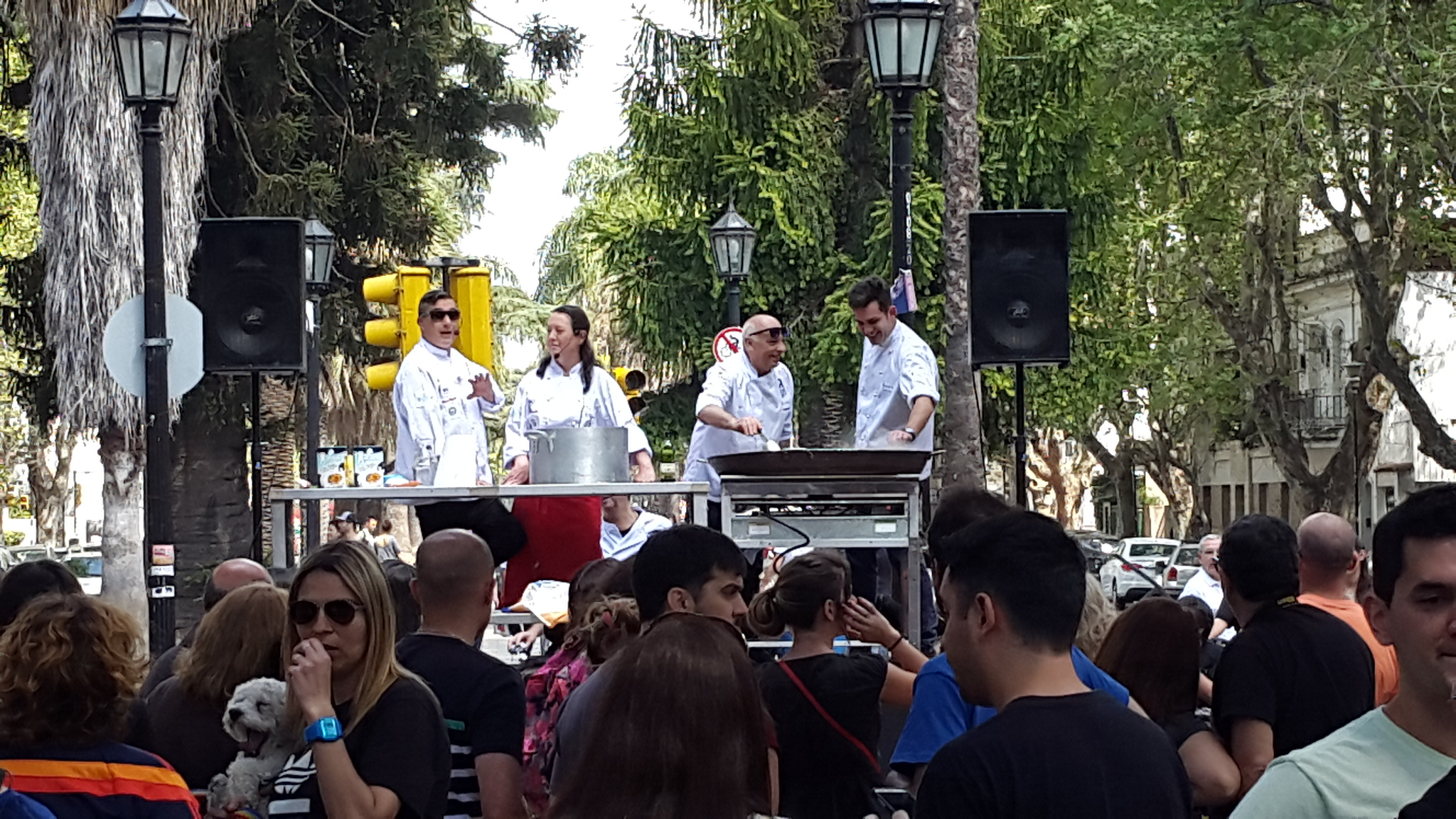
Street Food Rosario septiembre de 2015

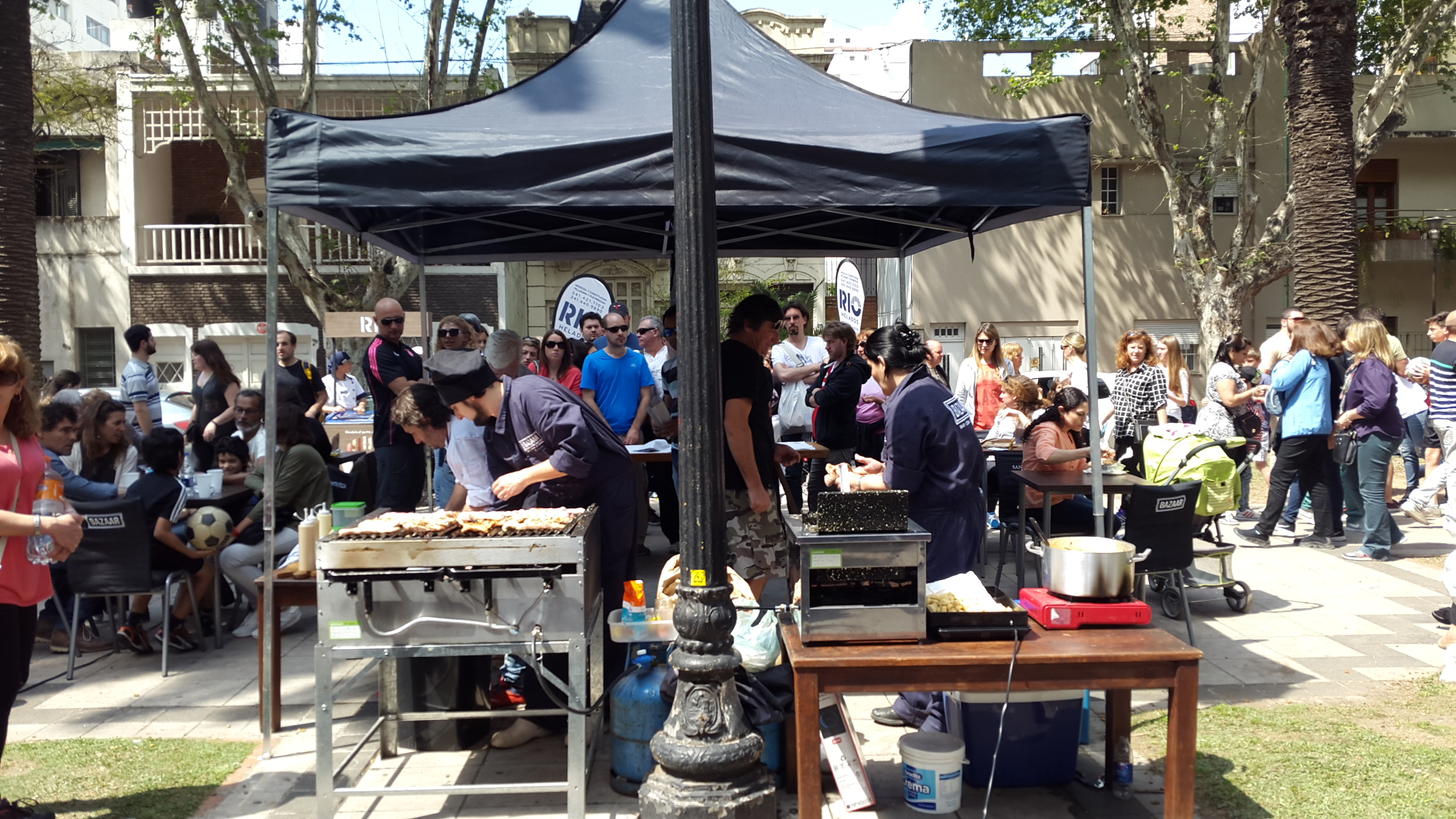
Stand en Street Food Rosario

Street Food Rosario sobre Bv Oroño

Street Food Rosario es una feria gastronómica callejera organizada por Mercado Pichincha sobre Boulevard Oroño, en la ciudad de Rosario, Argentina. Es un evento al aire libre, con entrada libre y gratuita.
La feria cuenta con stands de gastronomía pertenecientes a restaurantes de Pichincha, Food Trucks y especialidades. Como parte del evento, se dictan clases magistrales a cargo de reconocidos chefs miembros de la Fundación Rosario Cocina Ideas.

## Ediciones
La primera edición se realizó el 24 de mayo de 2015, dentro del marco de la "Semana Gastronómica Rosario".

La segunda edición se realizó el 27 de septiembre de 2015, de 11 a 19 horas, en Güemes y Oroño.
Se realizó una tercera edición en 2015, pensada originalmente para el 1 de noviembre, por problemas climáticos fue reprogramada para el 8 de noviembre, coincidiendo en las fechas con el Encuentro y Fiesta Nacional de Colectividades.